# Regimiento de Infantería «Zaragoza» n.º 5
El Regimiento de Infantería «Zaragoza» n.º 5 es una unidad militar española creada el 1 de julio de 2016. Forma parte de la BRIPAC desde su creación.

## Historia
El 1 de julio de 2016 se crea en Murcia, y se integra a la Bandera "Ortiz de Zárate" III, manteniendo así las características de la BRIPAC, fruto de la reorganización de la BRIPAC para adaptarse a la nueva orgánica del ejército. El 5 de octubre de 2016, el por entonces coronel Luis Sánchez-Tembleque Letamendía toma el mando como jefe de la unidad, en la ceremonia se encontraba el por entonces JEME, Jaime Domínguez Buj de quien recibiría el guion de la unidad.

## Misiones
En 2018, la instrucción del ejército maliense y protección en la base, como parte del contingente EUTM Malí XIII.

## Blasón
El campo de plata y el león, como referencia al antiguo Regimiento Zaragoza. El paracaídas es una referencia al navío del antiguo escudo por ser el elemento más característico de los actuales medios de movimiento de los componentes del Regimiento. Los esmaltes de los trangles ondulados en oro y gules evocan el linaje aragonés-almogávar de los voluntarios del regimiento.